# フレディ・マーキュリー

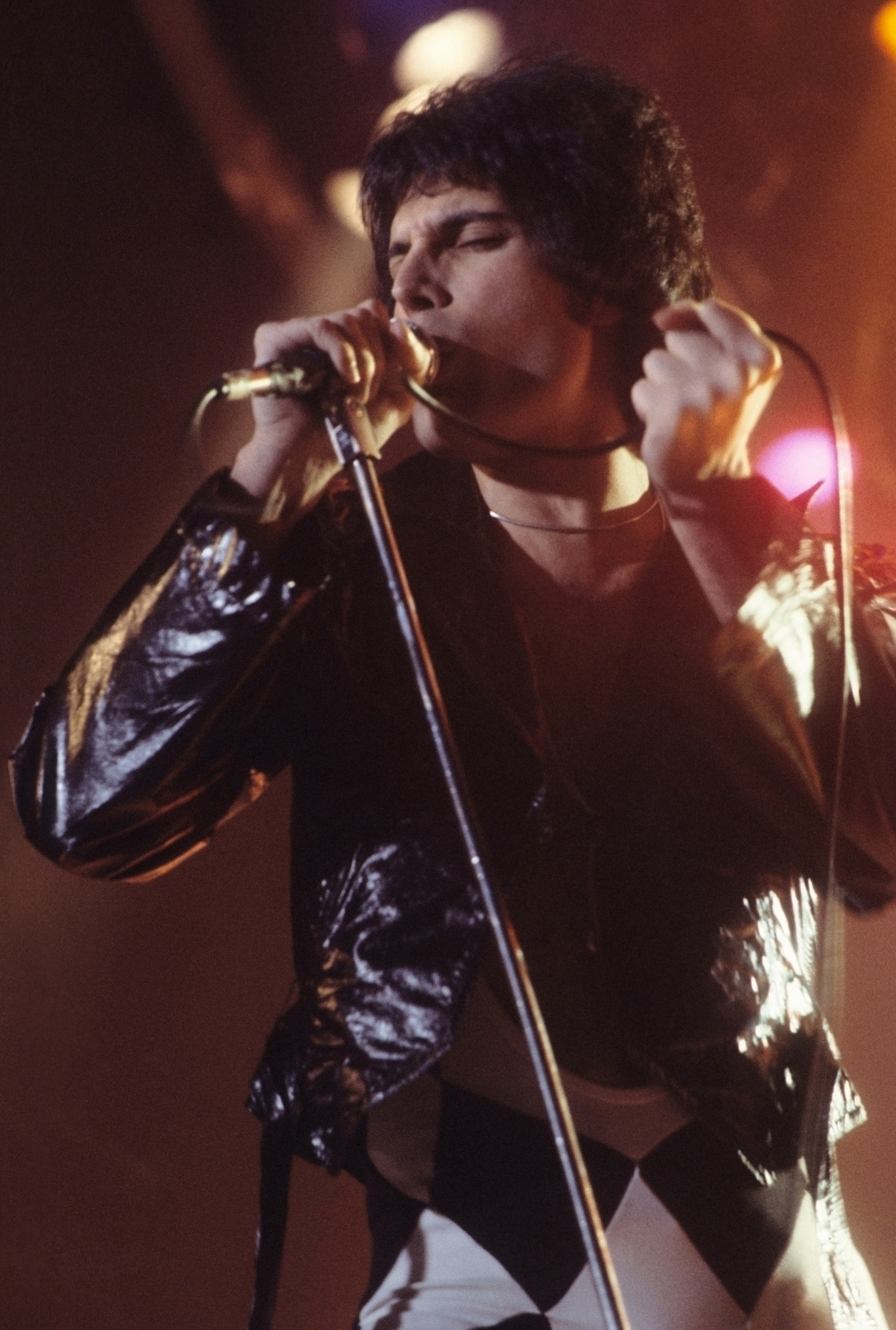
1977年のニューヘイブン公演にて

フレディ・マーキュリー（英語: Freddie Mercury、1946年9月5日 - 1991年11月24日）は、イギリスのロックバンド「クイーン」のボーカリストとして活動していたアーティスト。ソロ歌手としても活動した。出生名はファルーク・バルサラ（グジャラート語: ફ્રારુક બલ્સારા‌、Farrokh Bulsara、Farrokhはペルシア語の名前 فرخ, Farrukh, ファッルフ, 「幸福な・幸運な」が由来）。
ポピュラー・ミュージックの歴史の中でもっとも偉大なシンガーの一人とされており、観客を惹き付ける優れたステージ・パフォーマンスと広いボーカル・レンジ（F2からE6）で知られている。また「ボヘミアン・ラプソディ」や「キラー・クイーン」、「愛にすべてを」、「伝説のチャンピオン」などのヒット曲を作詞・作曲した。
1991年11月24日、HIV感染症によるAIDSを発症（ニューモシスチス肺炎）のため死去。45歳没。

## 生い立ち
フレディは、当時イギリスの保護国だったザンジバル島（現タンザニア）のストーン・タウンで生まれた。インド生まれの父ボミ（1908年 - 2003年）と母ジャー（1922年 - 2016年）は、ゾロアスター教徒であるパールシー。植民地政府のオフィスで会計係として働くボミが仕事を続けるため、妻とザンジバルに移った。妹にカシミラ（1952年 - ）（のちにロジャー・クックと結婚し、一男一女に恵まれる）がいる。

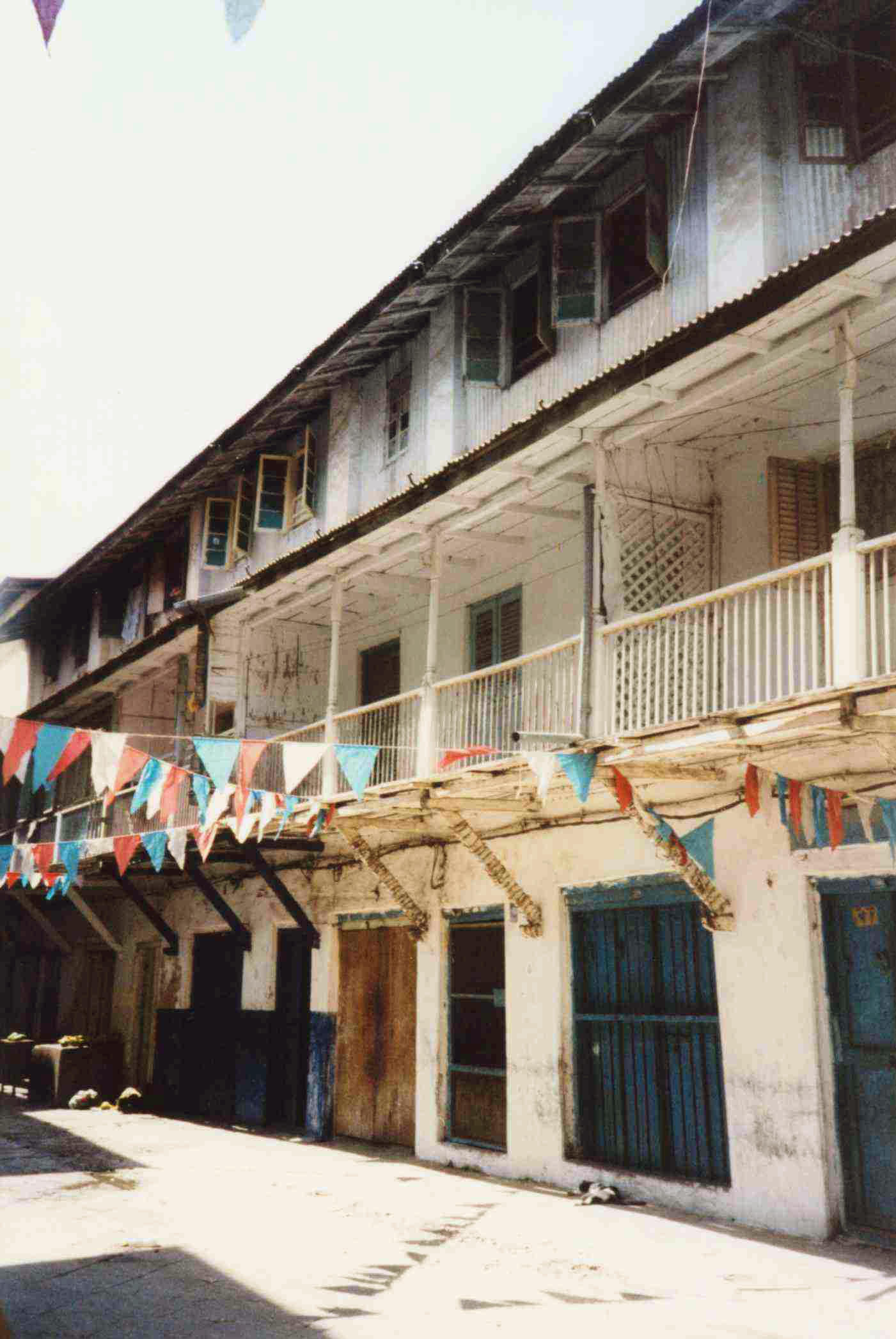
フレディが住んだザンジバルの家

フレディはインドで幼少期の大半を過ごし、7歳でピアノを習い始める。1954年、8歳でボンベイ（今のムンバイ）郊外のパンチガニにある全寮制の英国式寄宿学校、セント・ペーターズ・ボーイズ・スクールに通学していた。また、勉学の成績は悪く進級試験に落第することもあった。12歳でスクールバンド「ザ・ヘクティクス」を結成し、クリフ・リチャードやリトル・リチャードのカバーを演奏していた。当時の友人は、フレディについて「ラジオで聴いた曲を、その後ピアノで再現する、特異な能力を持っていた」と述懐している。
1963年にザンジバルに戻って家族と一緒に暮らし始めたが、その翌年にはザンジバル革命が起こり、アラブ人とインド人に多数の死傷者が出た。当時17歳のフレディとその家族は、ザンジバルから逃れ、イングランドのミドルセックス州フェルサムにある小さな家へ移り住み、両親は郊外住宅の使用人として働いた。フレディはウェスト・ロンドンにあるアイズルワース工業学校（現在のウェスト・テムズ・カレッジ）に入り、働きながら芸術を学んだ。その後、イーリング・アートカレッジへ進み、2年間芸術とグラフィック・デザインを学ぶ。後年には、クイーンでこれらの技術を用いて衣装をデザインしている。
20歳前後には2年制のカレッジを卒業、ジミ・ヘンドリックスに憧れていたフレディはさまざまなバンドに参加しながら、バンドのメンバー、ロジャー・テイラーと一緒に、ロンドンのケンジントン・マーケットで古着を販売していた。それ以前には、ヒースロー国際空港でアルバイトをしていた時期もあった。当時の友人は、フレディのことを「音楽に対して関心を示す、静かで内気な若者」として記憶している。フレディは、1969年、バンド「アイベックス」（後に「レッケイジ」と改名する）に参加する。このバンドはしばらくして、他のメンバー達の進路の問題で解散する。その後、フレディは音楽雑誌でボーカルを募集していたバンド「サワー・ミルク・シー」のオーディションを受け、他のオーディション参加者と格段の差を見せて合格し活動を始めるも、他のメンバー達の事情により、1970年前半に解散する。
1970年4月、フレディはギタリストのブライアン・メイやドラマーのロジャー・テイラーが所属するバンド「スマイル」に加わる。メイやテイラー、それに当時彼らのマネジメントに携わっていたトライデント・スタジオが難色を示したものの、フレディの選んだ「クイーン」を新たなバンド名とした。このバンド名について、フレディは「間違いなく堂々としてるし、響きも良い。それに力強さもあって、どこでも通用するわかりやすいネーミングさ。ゲイを思わせるような名前だってわかってはいたけど、それはほんの一面にすぎなかった」と語っている。同じころ、フレディはバルサラからマーキュリーに改姓した。
フレディはレッド・ツェッペリンのロバート・プラントを尊敬しており、初期のクイーンはレッド・ツェッペリンの影響を深く受けたサウンドを奏でていた。フレディは1977年3月のインタビューで、「ロバート・プラントはいつも僕のお気に入りの歌手だった。彼は僕にとても嬉しい事を言ってくれたよ。彼は実際に「キラー・クイーン」が好きだって言ってくれたんだ。」と語っており、二人はとても仲のいい関係となっていった。

## 活動
クイーンに参加の当初からしばらくは、同じくメンバーのロジャー・テイラーと、ケンジントン・マーケットで古着屋を経営した。また、クイーンがデビューする直前にラリー・ルレックスという名義でソロ・シングルを発売している。

### 作曲者
「ボヘミアン・ラプソディ」「輝ける7つの海」「キラー・クイーン」「愛にすべてを」「懐かしのラヴァー・ボーイ」「伝説のチャンピオン」「バイシクル・レース」「ドント・ストップ・ミー・ナウ」「愛という名の欲望」「プレイ・ザ・ゲーム」と、グレイテスト・ヒッツに収録されている17曲のうち、10曲はフレディが作曲している。1980年リリースの『ザ・ゲーム』まではクイーンの代表曲の多くを作曲した。その後の個人名義での作曲は、過去の焼き直し的な曲もあり、曲数もほかのメンバーとの比率の面で初期と比較して少なくなっていった。
彼の作曲の大きな特徴は、ロカビリー、プログレッシブ・ロック、ヘヴィメタル、ゴスペル、ディスコを含む、広いジャンルで作曲していることである。1986年のインタビューでは、「僕はまた同じ事をするのが嫌いなんだ。音楽、映画、演劇において、今何が起こってるのかを確かめて、それら全てを取り入れる事が好きなんだ」と説明している。多くのシンガーソングライターと比較しても、フレディはいろいろな音楽を組み合わせて作曲する傾向があった。

### ライブパフォーマー

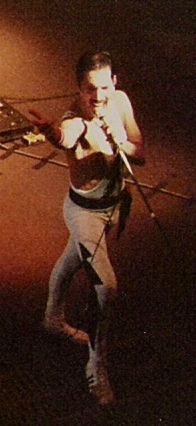
フランクフルト公演のフレディ・マーキュリー（1984年撮影）

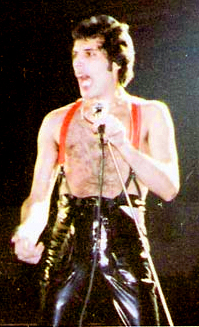
ボトムレス・マイクスタンドによる1979年のライブ

フレディは世界中のスタジアムでライブ公演を行い、そのパフォーマンスで注目を集めた。そのスタイルはきわめて演劇的で、あるライターは、「スペクテイター」に掲載された記事で、フレディを「自身の変化自在な姿を駆使し、観客をじらし、驚かせ、最後には魅了してしまうパフォーマーだ」と述べている。アンダー・プレッシャーを共作し、フレディ・マーキュリー追悼コンサートでクイーンと共演したデヴィッド・ボウイは、フレディのパフォーマンスについて、「演劇的なロックパフォーマンスを見せるアーティストの中でも、フレディは破格の存在で、型破りだった。僕はいつもタイツ姿の彼に見とれてしまうんだ。僕が彼のコンサートを見に行ったのは一度きりだったけど、誰もが言うように、彼は間違いなく、観客を手のひらの中につかんでしまう事ができる人物だったよ」と賞賛している。クイーンのギタリスト、ブライアン・メイは、フレディについて「スタジアムの最後列にいる最後の一人まで、彼と繋がってるように感じさせる事ができる人物だった」と書いている。
フレディがクイーンとして行った最も有名なパフォーマンスの1つに、1985年のライヴエイドがある。
フレディの活動中、彼はクイーンとして世界中でおよそ700ものコンサートを行った。クイーンのコンサートのおおきな特徴は、大規模で複雑なことだった。彼は以前「我々はロックンロールのセシル・B・デミルであり、いつもより大きく、より良い事をしたいって考えてるんだ」と説明していた。クイーンは、1981年のサンパウロ、エスタジオ・ド・モルンビーでコンサートを行い、観客数の世界記録を作った。1986年に、クイーンが鉄のカーテンの後ろのブダペストで、80,000人の観客を前に行ったパフォーマンスは、東欧で今まで行われた最大級のロックコンサートの1つとなっている。フレディは、クイーンとしての最後のコンサートを1986年8月9日にイングランドのネブワース・ハウスで30万人ほどの観客の前で行った。
初期のライヴでは主にザンドラ・ローズがデザインした衣装を着用。1970年代後半のライヴでは、レザースーツやタイツが多く使われ、上半身を露出したタイプのものが多い。1980年代に入るとTシャツ、タンクトップなどのシンプルな衣装になった。
フレディのステージでのトレードマークといえるのが、「ボトムレスマイクスタンド」と呼ばれる、マイクスタンドの先端部分のみがマイクに取り付けられているものである。これは、ライブの最中に台座から先端部分が外れてしまうと言うハプニングが発生した時に、フレディがそれを気に入って取り入れたもの。2018年に公開された映画『ボヘミアン・ラプソディ』では、初めてのライブでマイクスタンドをうまく扱えず、誤って先端部分のみが外れてしまった様子が描かれている。ちなみに、アクセル・ローズはこのマイクを改良したタイプのものを、ガンズ・アンド・ローゼズのライブで使っている。

### 楽器奏者

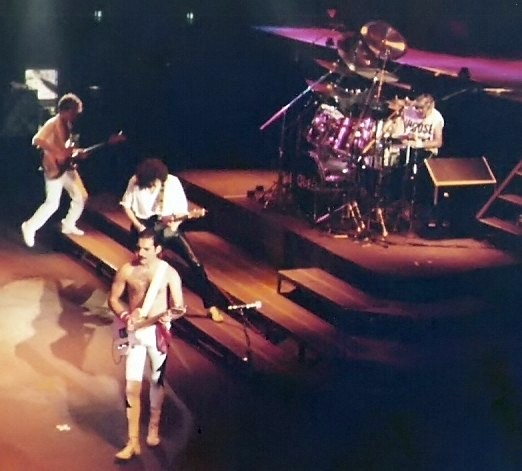
ドイツ、フランクフルトでのクイーンのライブでギターを弾くフレディ・マーキュリー

インドで暮らしていたフレディは9歳までピアノを習っていた。後のロンドン在住時には、ギターも学んだ。彼の好きだった音楽の多くはギターが中心だった。彼が当時気に入っていたアーティストは、ザ・フー、ビートルズ、ジミ・ヘンドリクス、デヴィッド・ボウイ、レッド・ツェッペリンなどであった。1980年代初頭は、クイーンとソロ活動の両方で、キーボード奏者を招いていた。ピンク・フロイド、エルトン・ジョン、スーパートランプで働いたカナダ人ミュージシャンフレッド・マンデルはフレディの最初のソロプロジェクトに協力した。また、1985年から、スパイク・エドニーがクイーンに、ソロではスタジオでマイク・モランがと、前述のようにキーボード奏者が協力しているが、その際もフレディはピアノ等の鍵盤楽器も担当している。
フレディは「キラー・クイーン」「ボヘミアン・ラプソディ」「懐かしのラヴァー・ボーイ」「伝説のチャンピオン」「愛にすべてを」「ドント・ストップ・ミー・ナウ」など、クイーンの代表曲のほとんどのピアノを弾いている。彼はコンサート・グランドピアノを使用し、時折ハープシコードのような鍵盤楽器も使っている。1980年代からはスタジオで頻繁にシンセサイザーを使うようになった。クイーンのギタリスト、ブライアン・メイは、フレディは彼のピアノの能力に感銘を受けさせるのではなく、舞台の上を歩き回って観客を楽しませたかったため、楽器を演奏していた時間が少なくなっていたと主張している。彼はギター用に多くの曲も書いたが、ギターは基本的な技術しか持っていなかった。「オウガ・バトル」、「愛という名の欲望」のような曲はギターで構成されており、後者はステージとスタジオの両方で、フレディが演奏するアコースティック・ギターが特徴となることもあった。
クイーンのライヴ・スタジオにおいてはシンセサイザー、タンバリン、リズムギター、ハープシコード、チェレスタ、アコースティック・ギター、オルガン、カウベル、パーカッション、シンセベース、マラカスなどにクレジットされている。

### ソロ活動
個人名義でのソロアルバムは実質的に1枚しか発表されておらず、後述の『Mr.バッド・ガイ』（1985年リリース）のみである。発売時の日本ではクイーンの人気は1970年代ほどではなく、シングル「ボーン・トゥ・ラヴ・ユー」がノエビア化粧品のCMに使われたものの、全盛期のクイーンのアルバムほどの売り上げではなかった。またCBSからのリリースであったせいか（クイーンはEMI）、死後もしばらくは廃盤になっていた（現在、『Mr.バッド・ガイ』単体はソニーの運営するダウンロードサイトmoraで全曲一括購入が可能）。
他にオペラ歌手のモンセラート・カバリェとコラボーレートして、アルバム『バルセロナ』を発表している。
その後、レーベルの垣根を越えた形で、シングルや未発表音源、リミックスなどを集めた編集アルバムやボックス・セットがリリースされている。
非公式ではあるが、ジャクソンズとミック・ジャガーのヒット曲「ステイト・オブ・ショック」はフレディが歌ったバージョンも録音されている。また同時期に行ったセッションのなかにはソロアルバム『Mr.バッド・ガイ』に収録された「生命の証」をマイケル・ジャクソンと共に歌うバージョンとマイケル・ジャクソンがソロで歌うヴァージョンが音源として残っている。

### デザイナー
前述の通り、イーリング・カレッジでグラフィック・デザインを学んだフレディは、初期の自筆バイオグラフィーで以前の職業の欄にイラストレーターと書き記している。ただし、仕事としてイラストを描いていたという記録は確認できていない。
2011年9月16日、イギリスDaily Televisionのフレディの生誕65周年を記念した放送にて、母親のJer Bulsaraと妹のKash Cookeが出演し、本人が描いた衣装デザインスケッチと製作した実物の衣装を披露した。当時人気のジミ・ヘンドリックスの衣装をまねて縫製し、着飾った写真と衣装も大切に保管されており公開された。
クイーンのファーストアルバムの裏ジャケットには、のちに『オペラ座の夜』の表ジャケットとして知られる、真ん中に図案化したアルファベットのQの文字を配し、一番上に白鳥、その下にブライアン・メイの誕生星座である蟹、Qの両側にはロジャー・テイラー、ジョン・ディーコンの星座である獅子を配し、自身の乙女座から妖精も加えたロゴ・マークをデザインした。その後、このロゴ・マークは同じデザインで三枚のアルバムまで裏ジャケットに描かれ、『オペラ座の夜』、『華麗なるレース』では若干デザインを変更した形でジャケットを飾っている。次作『世界に捧ぐ』ではレコード盤の真ん中のレーベルのスペースに描かれた。これらのデザイン変更においてフレディ自身がその都度描き起こしたかどうかは定かではない。
アルバムジャケットのコンセプトという観点では、単独でクレジットされているものに『ホット・スペース』のジャケットがある。しかしながら『世界に捧ぐ』のジャケットのようにロジャーがイラストを見つけてきたというようなエピソードが残っている事例を除けば、グループの一員としてフレディの意見が反映されていることは想像に難くない。

## 私生活

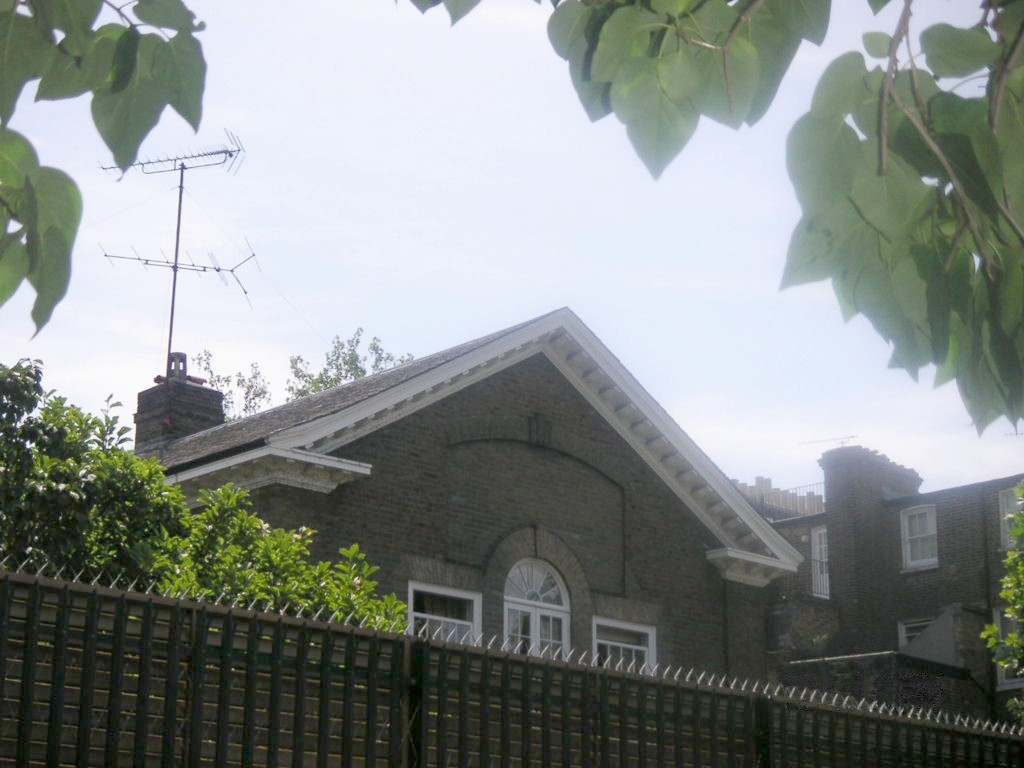
ロンドン郊外の自宅

1970年代初期から、メイの紹介によって知り合ったメアリー・オースティン（1951 - ）と交際、1970年代中頃までウェスト・ケンジントンで共に生活するも、マーキュリーがエレクトラ・レコードの重役と浮気したため破局。しかしその後も二人は友人としての付き合いを続けた。1980年代前半、オーストリアの女優バーバラ・バレンタインと交際していたが、後に破局。
1984年より、ジム・ハットン（1949年 - 2010年）と交際を始め、それ以後死に至るまで約7年の間付き合う。ハットンはその穏やかな性格と純粋な人柄でマーキュリーを温かく見守り、死を迎える最期まで看病に奔走し、付き添った。そのためハットンは、マーキュリーの最後で最高の恋人だったと語られることも多い。ハットンは、マーキュリーによると思われる自身のHIV感染を、本人に知られぬよう最後まで口外しなかった。ハットンは2010年1月1日に癌で死去。
公に明かす事はなかったが、マーキュリーは両性愛者であったと思われる。前述のように私生活では女性とも男性とも恋愛関係を持ち、また、多くの老若男女を招いて乱交パーティーをたびたび行っていたようである。また、1979年頃よりバスハウス（男同士の恋愛のための発展場・バー・サウナ・ディスコを兼ねた複合施設）にも足を運んでいたという。
また、インドで育ったという過去をロックのイメージに合わないからか、隠したがっていたようである。インド出身とからかうととても嫌そうにしていたと友人が語っている。またロジャー・テイラーによると、メンバー内でもその話は避けていたという。
親日家であり、来日公演時以外にも1986年秋にお忍びで来日し、骨董品などを買い求めて行った。伊万里焼コレクターであり、ロンドンの自宅には日本庭園を設けていた。2023年に遺品の一部がオークションにかけられることになったが、約1500点の遺品のうち200点以上が日本に関連したものであった。また、新宿二丁目にあるゲイバー「九州男」には日本公演のある度に通っていたという。日本語にも通じており、来日公演時のMCの半分は日本語だった。アルバム『バルセロナ』に収録されている「La Japonaise」の歌詞の大部分は日本語で書かれている。ただし魚の生食は苦手だったようで、寿司と刺身だけは全く食べなかったという。

### 猫
愛猫家としても有名。ロンドン・ケンジントンの自宅、ドイツ・ミュンヘンの別宅で数匹の猫を飼っていた。アルバム『イニュエンドゥ』収録の「デライラ」は、彼が特に溺愛した飼い猫の「ディライラ」のために作られた曲。歌詞は猫へのメッセージで構成されており、曲中に猫の鳴き声（の真似）が聞こえる。晩年は猫をプリントしたシャツを着用する写真が多く、イニュエンドゥのPVでも見られる彼のイラストや、「輝ける日々」のPVの彼の衣装（上記、猫プリントシャツ）にも猫が描かれている。

## 批判

### 論争
クイーンは、アパルトヘイトが行われていた南アフリカのホームランド、ボプタツワナのエンターテイメント施設、サン・シティでライブを行い、1987年の国連によるカルチャー・ボイコットを破ったとして、多く批判された。これらのライブの結果、クイーンはボイコットを破ったアーティストとして国連のリスト（他に、ロッド・スチュワート、ステイタス・クォーも含まれる）に載ることとなり、NMEのような雑誌からも広く批判された。これに対し、ブライアン・メイは「バンドは政治ではない。俺たちの音楽を聴きたい人のためなら、どこでも演奏する」と反発した。クイーンは、その得た収益の一部を、聴覚・視覚障害者のための学校へ寄付した。
フレディが60歳になっていたであろう誕生日の大規模な祝賀を取り消すことをイスラム活動組織UAMSHO（Islamic Mobilization and Propagation）と呼ばれる機関がザンジバルの政府文化庁に請願し、2006年8月より論争が続いた。この組織は、フレディが本当のザンジバル人ではなかったこと、シャリーアに反し、彼が同性とも恋愛することなど、計画された祝賀会に対していくつか苦情を出した。組織は、「ザンジバルとフレディを結びつけることは、イスラムの土地である私たちの島の価値を下げる」と主張した。この祝賀計画は取り止められた。

## 病気と死
1986年10月、イギリスのマスコミはフレディがロンドンハーレー街の診療所でHIVの血液検査を受けたと報じた。日刊タブロイド新聞ザ・サンのリポーターが日本から戻ってきたばかりのフレディにヒースロー空港でインタビューしたが、フレディは病気を否定している。パートナーのジム・ハットンによると、フレディは1987年4月の後半には感染を認識していた。この時期、インタビューではフレディは、HIVテストで陰性だと診断されたと述べていた。本人は対外的には噂を否定していたものの、英国のマスメディアは1990年頃より、フレディのやせた外観、クイーンのツアーへの不参加などから、HIVに感染しているのではないかと盛んに報じた。フレディが生前最後にステージに立ったのは、1990年2月18日にドミニオン・シアターで行われたブリット・アワードの授賞式であった。
ザ・サンは、彼が重病だと主張する記事を掲載し、何人ものカメラマンがフレディの様子を撮影しに奔走した。1990年11月には、「これは公式だ。フレディは重病である」として一面にフレディのやつれた写真が掲載された。しかし、フレディ本人や同僚・友人などは、1991年4月29日にやせたフレディの写真が掲載された後も、絶えず噂を否定していた。
フレディの死後、ブライアン・メイは、クイーンの他のメンバーが彼の病について正式に知らされたのは、彼の死の直前だったと、1993年のインタビューで証言している。ブライアン・メイは、（ライブ・エイドの時は）「いや、彼が問題を抱えてるのは知ってたし、放射線治療を受けてるのも知ってたよ。彼が自分で告白するまでのあいだ、僕らはずっと疑ってたけど、直接問いただす勇気がなかったんだ」と2019年1月のインタビューで証言している。1991年5月に撮影された「輝ける日々」のミュージック・ビデオは彼が生前最後に出演した映像作品であるが、その映像からは見る影もなくやせ衰えたフレディの様子が窺える。
1991年6月、クイーンとの仕事を終えた後、フレディはケンジントンの自宅に戻った。死期が近づくにつれ、フレディの視力は衰え始めた。容体は急速に悪化し、ついにはベッドから出られなくなった。やがてフレディは薬の服用ほとんどを止め、痛みを抑えるため痛み止めだけを服用し、死と向き合う決断を自ら下した。
1991年11月24日夜に、フレディはケンジントンの自宅で死去した。45歳没。死因は、エイズによる日和見感染症ニューモシスチス肺炎であった。彼の死を伝える報道は、11月25日の午前までに、新聞とテレビによって報じられた。フレディの遺言により遺骨はメアリー・オースティンのみが知る場所に埋葬（ゾロアスター教として火葬後に散骨）された。オースティンは場所を明らかにすることはないと述べているが、あるファンにケンサル・グリーン墓地の散骨エリアに本名が書かれた墓銘碑があるのが発見された後、直ぐにその金属製の墓銘碑が外された。ブライアン・メイはフレディの死と同じ頃に父を亡くし、フレディの死後はその喪失感から深刻な鬱病になり、数ヶ月の間生きていたくないと思い続け、自ら命を絶つことも考えたと語っている。1992年4月20日には残されたクイーンのメンバーが中心となり、イギリス・ロンドンのウェンブリー・スタジアムでフレディ・マーキュリー追悼コンサートが行われた。この収益を元にチャリティー財団であるマーキュリー・フェニックス・トラストが立ち上げられた。同年夏のバルセロナオリンピック開会式ではモンセラート・カバリエと「バルセロナ」を歌う予定だったが、ホセ・カレーラスがフレディの代わりを務めた。
死後、生前に残した遺言にしたがってクイーンでもっとも売れた曲である「ボヘミアン・ラプソディ」の印税がエイズ基金「テレンス・ヒギンズ・トラスト」に寄付された。また、それを受けて再発売されたシングルCDはイギリス史上初の同一曲2度の1位を獲得した。
2006年10月21日には、ドキュメンタリー映画「フレディ・マーキュリー～人生と歌を愛した男」が公開された。この映画はDVDとして発売されている。
2018年10月24日より、フレディを中心としたクイーンの伝記映画『ボヘミアン・ラプソディ』が、世界各国で順次公開された。

## 遺産・影響

### 死後も続く人気

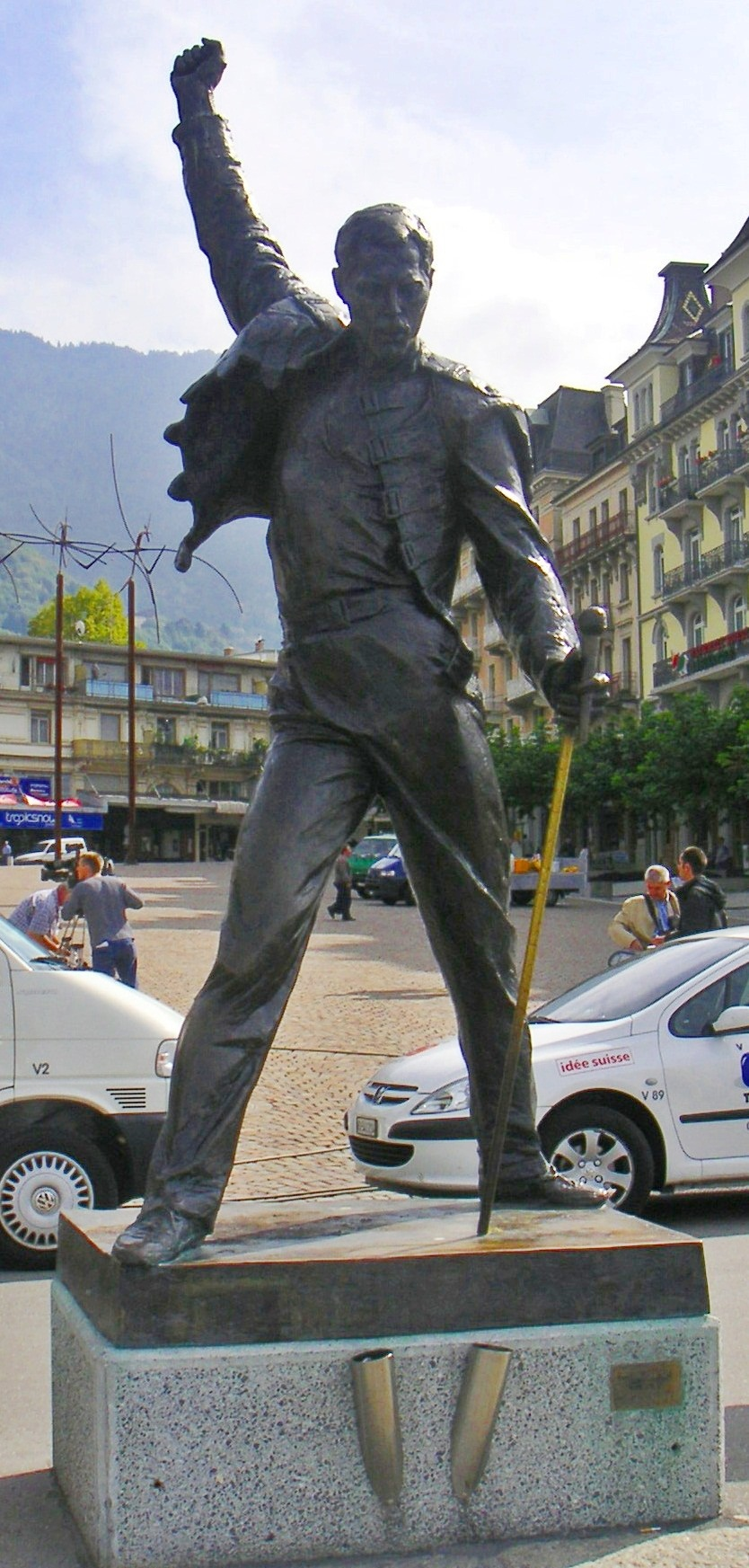
モントルーにあるフレディ・マーキュリーの像

フレディの死が、クイーンの人気をさらに高めたともいわれている。1980年代に、クイーンが遅れて人気となったアメリカでは、彼の死後の1992年に、アルバム販売数が劇的に増えた。1992年には、アメリカの批評家の一人が「冷笑家が『死去したスター』と呼ぶ効果が出た。クイーンは復活している途中だ」と語った。また、「ボヘミアン・ラプソディ」が使用された映画「ウェインズ・ワールド」は、1992年に発表された。アメリカレコード協会によると、クイーンのアルバムは、アメリカで7810万枚売れ、これらのうちのおよそ半分は、フレディが1991年に死去してから売り上げた。
クイーンの現在までの世界中の記録的な売り上げは、3億枚と高く見積もられている。イギリスでは、クイーンは全英アルバムチャートにおいて、最も多くの週に登場しており、ビートルズをしのいでいる。また、クイーンの「グレイテスト・ヒッツ」は、イギリスで史上最も売れたアルバムである。彼が作詞・作曲した「伝説のチャンピオン」と「ボヘミアン・ラプソディ」の2曲は、ソニー・エリクソンとギネス・ワールド・レコーズにより、それぞれ最高の歌として主要投票で投票されている。
2002年にはデヴィッド・ボウイ、ボーイ・ジョージ、ロビー・ウィリアムズらとともに100名の最も偉大な英国人に選出された。
2007年10月、「ボヘミアン・ラプソディ」のビデオは雑誌・Qの読者投票で、史上最高のミュージック・ビデオに選ばれた。ポピュラーな音楽の歴史で最も偉大な歌手の1人として評価されるフレディは、MTVの「22人の偉大な歌声」において、マライア・キャリーに次いで2番目の得票数を得た。さらに、2009年1月には、デジタルラジオ局・プラネット・ロックにおいても、ロック史上最高の歌声の投票で、ロバート・プラントに次いで2位となった。2009年5月の雑誌『クラシック・ロック』の投票では、フレディが最も偉大なロック歌手と認められた。2011年には、雑誌・NME読者の投票で、マイケル・ジャクソンに次いで今までで最も偉大な歌手と評された。2011年、「ローリング・ストーン」の読者投票では、フレディが「史上最高のリードボーカリスト」で2位となった。

### 死後に発表されたクイーンのアルバム
1995年11月、クイーンは、フレディ・マーキュリーが1991年から録音し、リリースされていない最後の曲を収録したアルバム「メイド・イン・ヘヴン」をリリースした。これには、残ったメンバーによるソロ活動の曲を前年から再加工したバージョンも加えられている。アルバムのカバーには、彼が最後に作曲しレコーディングしたマウンテン・スタジオのある、スイス、モントルーのジュネーブ湖を見下ろすフレディ・マーキュリー像が描かれている。アルバムジャケットには、「フレディ・マーキュリーの不滅の精神に捧げる」と記載されている。

### その他の影響
小惑星番号17473にはフレディ・マーキュリーの名が冠されている。

## ディスコグラフィ

### スタジオ・アルバム
1. Mr.バッド・ガイ - Mr. Bad Guy（1985年）
  - ボーン・トゥ・ラヴ・ユーの初出アルバム。
2. バルセロナ - Barcelona（1988年）
  - スペインの世界的なオペラ歌手モンセラート・カバリェとコラボしたアルバム。

### コンピレーション・アルバム
1. ザ・フレディ・マーキュリー・アルバム - The Freddie Mercury Album（1992年）
2. ザ・グレート・プリテンダー - The Great Pretender（1992年）
3. リヴィング・オン・マイ・オウン - Remixes（1993年）
4. ベスト・オブ・フレディ・マーキュリー - Solo（2000年）
  - 『Mr.バッド・ガイ』と『バルセロナ』をまとめ、ボーナス・トラックを加えたベストアルバム。
5. ザ・ヴェリー・ベスト・オブ・フレディ・マーキュリー - Lover of Life, Singer of Songs（2006年）
6. 神々の遣い〜フレディ・マーキュリー・シングルズ - Messenger of the Gods: The Singles（2016年）
7. ネヴァー・ボーリング – ベスト・オブ・フレディ・マーキュリー - Never Boring（2019年）

### ボックスセット
1. フレディ・マーキュリー・コレクション 1973-2000 - The Solo Collection（2000年）
  - 2006年8月30日には、既発の曲を含め、それらをリミックスした曲も追加収録したCD「ヴェリー・ベスト・オブ・フレディ・マーキュリー」がリリースされた。
2. ネヴァー・ボーリング - フレディ・マーキュリー・コレクション - Never Boring（2019年）

### シングル
1. アイ・キャン・ヒア・ミュージック - I Can Hear Music（1973年）
  - ラリー・ルレックス名義でのシングル。
2. ラヴ・キルズ - Love Kills（1984年）
3. ボーン・トゥ・ラヴ・ユー - I Was Born to Love You（1985年）
4. メイド・イン・ヘヴン - Made in Heaven（1985年）
5. リヴィング・オン・マイ・オウン - Living on My Own（1985年）
6. 明日なき愛 - Love Me Like There's No Tomorrow（1985年）
7. タイム - Time（1986年）
8. ザ・グレート・プリテンダー - The Great Pretender（1987年）
9. バルセロナ - Barcelona（1988年）
  - スペインの世界的なオペラ歌手モンセラート・カバリェとのコラボレーション曲。
10. ゴールデン・ボーイ - The Golden Boy（1988年）
  - スペインの世界的なオペラ歌手モンセラート・カバリェとのコラボレーション曲。
11. ガイド・ミー・ホーム / ハウ・キャン・アイ・ゴー・オン - Guide Me Home/How Can I Go On（1989年）
  - スペインの世界的なオペラ歌手モンセラート・カバリェとのコラボレーション曲。
12. リヴィング・オン・マイ・オウン (ノー・モア・ブラザーズ・ミックス) - Living On My Own (No More Brothers Mix)（1993年）
13. タイム・ウェイツ・フォー・ノー・ワン - Time Waits For No One（2019年）

## 関連アーティスト

### 影響を受けたアーティスト
初期の自筆のバイオグラフィによれば、ジミ・ヘンドリックス、ビートルズおよびジョン・レノン、ロバート・プラント、ライザ・ミネリなどの名前を、好きなアーティスト、影響を受けたアーティストに挙げており、またクラシックの作曲家（パガニーニ、チャイコフスキー、ラフマニノフ、オペラ曲）などの名前を挙げることもあった。
- エルヴィス・プレスリー
世界で最も成功したソロ・シンガー。フレディがヴォーカリストとして彼を尊敬しており、「プレスリーはスーパースター」と語っている。フレディが制作した楽曲や衣装などからもプレスリーの影響が窺え、特にフレディ作の楽曲「愛という名の欲望」は、プレスリーの音楽性を意識していると思われる。
- ロバート・プラント
クイーンと同じく、イギリスを代表するロックバンド、レッド・ツェッペリンのヴォーカリストで、フレディと親交が深かった。また、フレディが尊敬するシンガーでもあり、初期のクイーンはレッド・ツェッペリンの影響を大きく受けている。1986年のMagic Tourの西ベルリン公演ではレッド・ツェッペリンの楽曲「移民の歌」を披露し[72]、フレディが死去した際もプラントは追悼コンサートに駆け付け、クイーンの楽曲「イニュエンドウ」と、「愛という名の欲望」を披露した。

### 交友のあったアーティスト

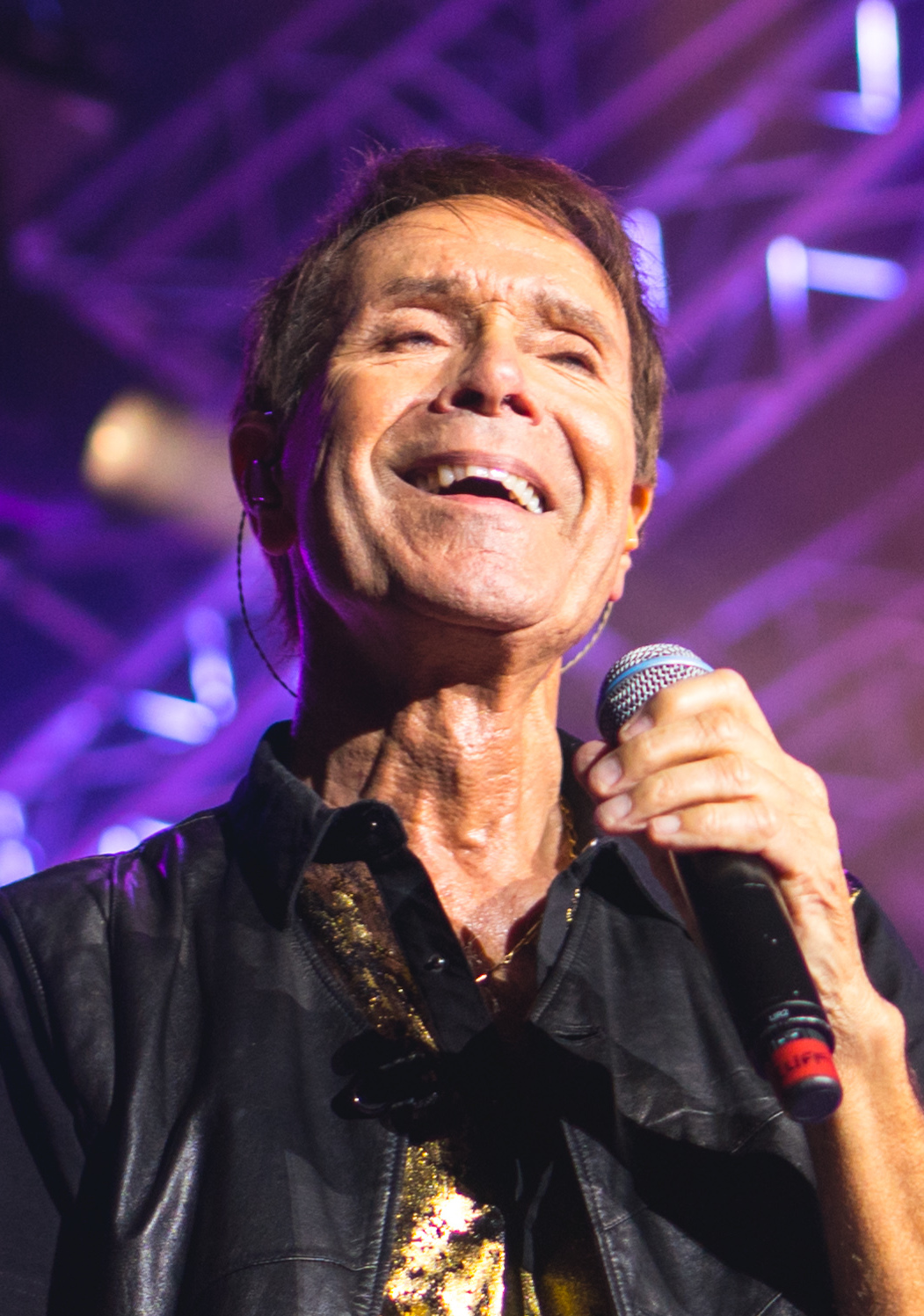
クリフ・リチャード

- マイケル・ジャクソン
マイケルが、フレディのファンだったことは有名[要出典]。何度かクイーンへのライブに足を運び、1982年にはフレディとのデュエットで「There Must Be More To Life Than This」を録音している。このヴァージョンは2014年のベスト盤『クイーン・フォーエヴァー』に収録された。
- ライザ・ミネリ
アメリカの女優で歌手。フレディが尊敬していたアーティストの1人であり、クイーンと交友もあった。「フレディ・マーキュリー追悼コンサート」では、トリで登場し「伝説のチャンピオン」を歌い上げ、スタジアムを盛り上げた。
- クリフ・リチャード

- イギリスを代表する大御所歌手であり、1987年にリチャード主演のミュージカル「タイム」の特別チャリティー公演にフレディがゲスト参加した。1986年に開演したこのミュージカルのアルバムでは元々フレディがテーマソングの「タイム」と「イン・マイ・ディフェンス」を歌っている。ライヴでは、「エブリワン・オブ・ミー」と「イン・マイ・ディフェンス」を披露しており、現在も一部の音源が残っている。一般的には、フレディの最後のステージは前年の「マジック・ツアー」であると認識されているが、実際の最後のパフォーマンスは大御所リチャードとの共演であった。ちなみに「タイム」は現在「ウィ・ウィル・ロック・ユー」がロングラン公演されているドミニオン・シアターで上演されていた。
- モンセラート・カバリェ
スペインを代表するオペラ歌手で、フレディが彼女のファンだった[要出典]。1988年、フレディの熱烈なアプローチにより、フレディのソロ・アルバム『バルセロナ』で完全共演を果たした。1992年のバルセロナオリンピックのオープニングで2人が楽曲「バルセロナ」デュエットする予定だったが、前年にフレディが急死したため、ホセ・カレーラスが代役を務めた。